# دانیل کاتز
دانیل کاتز (انگلیسی: Daniel Katz؛ زادهٔ ۱ ژانویهٔ ۱۹۶۲) نویسنده و طرفدار محیط زیست اهل ایالات متحده آمریکا است، که در سال ۱۹۸۷ سازمان مردم‌نهاد رینفارست الاینس را تأسیس کرد.